# Ikonologie
Als Ikonologie (zu altgriechisch εἰκών eikōn, deutsch ‚Bild‘ und λόγος lógos ‚Lehre‘) bezeichnet man eine in den 1920er und 1930er Jahren entwickelte Methode der Kunstgeschichte zur Beschreibung und Deutung von Werken der Bildenden Kunst. Sie schließt wesentliche Aspekte der kunstwissenschaftlichen Formanalyse und der Ikonografie ein.
Noch ohne den Begriff  ‚Ikonologie‘ zu verwenden, verwendete erstmals Aby Warburg die ikonologische Methodik in seiner Straßburger Dissertation von 1892 über zwei Bilder Sandro Botticellis. Den Begriff ikonologische Analyse für seine Arbeitsweise benutzte er zum ersten Mal 1912 in einem Vortrag über die Monatsbilder im Palazzo Schifanoia in Ferrara, wo es ihm gelang, das komplexe astrologische Bildprogramm der Fresken zu entschlüsseln.
Die Methode wurde von Aby Warburg und seinen Mitarbeitern (Gertrud Bing, Fritz Saxl, Walter Solmitz, Edgar Wind und Rudolf Wittkower) umfassend in der Erstellung des Bilderatlas Mnemosyne angewendet.
Erwin Panofsky formulierte 1932 Grundsätze der ikonografischen Deutungsarbeit in einem Dreistufenschema aus:
- Phänomensinn
- Bedeutungssinn
- Dokumentsinn

1939 reformulierte Panofsky dieses Schema und bezeichnete es nun als Ikonologie:
- Präikonografische Beschreibung
- Ikonografische Analyse
- Ikonologische Interpretation

Die ikonologische Methode ist über die Kunstgeschichte hinaus ein wichtiges Analyseinstrument in der Geschichts- und Kulturwissenschaft. In jüngerer Zeit findet die Methode auch Anwendung in der Kommunikationswissenschaft und in der qualitativen Bildungsforschung (dokumentarische Methode).